# Le Printemps de Pluto
Pour plus de détails, voir Fiche technique et Distribution.
Le Printemps de Pluto (Springtime for Pluto) est un court-métrage d'animation américain des studios Disney avec Pluto, sorti le 23 juin 1944.

## Synopsis
C'est le printemps et Pluto admire les animaux qui reprennent vie, imitant certains. Mais la chenille qui devient papillon le rend plus que perplexe. Il joue aussi avec une balle qui s'avère être une ruche et les abeilles se défendent.

## Fiche technique
- Titre original : Springtime for Pluto
- Titre français :  Le Printemps de Pluto
- Série : Pluto
- Réalisation : Charles A. Nichols
- Scénario : Nick George, Eric Gurney
- Animation : George Nicholas, Sandy Strother, Norman Tate, Marvin Woodward, John Lounsbery
- Décors : Lenard Kester
- Layout : Charles Philippi
- Musique : Oliver Wallace
- Production : Walt Disney
- Société de production : Walt Disney Productions
- Société de distribution : RKO Radio Pictures
- Format : Couleur (Technicolor) - 1,37:1 - Son mono (RCA Sound System)
- Durée : 7 min
- Langue :  Anglais
- Pays :  États-Unis
- Date de sortie : 
  - États-Unis : 23 juin 1944[1]

## Voix originales
- Pinto Colvig : Pluto
- Thurl Ravenscroft : La chenille chantante

## Voix françaises

### 1erdoublage (années 1960)
- Pierre Tchernia : le narrateur

### 2edoublage (1989)
- Michel Beaune : le narrateur

### 3edoublage (2007)
- Guy Chapelier : le narrateur
- Daniel Beretta : Soliste

## Titre en différentes langues
- Finlande : Pluton kevätseikkailut / Pluton kevättouhuja
- Suède : Pluto får vårkänslor

Source : IMDb